# شهرستان‌های تانزانیا

شهرستان‌های تانزانیا

استانهای تانزانیا به ۱۲۹ شهرستان(به سواحیلی wilaya) تقسیم شده‌اند. در فهرست زیر اسامی هر یک از این شهرستان‌ها به تفکیک تبعیتشان از استانهای مختلف نام برده شده‌است.

## استان آروشا
- شهرستان آرومرو
- شهرستان آروشا
- شهرستان کاراتو
- شهرستان لانگیدو
- شهرستان ماندولی
- شهرستان انگورونگورو

## استان دارالسلام
- شهرستان ایلالا
- شهرستان کینودونی
- شهرستان تمکا

## استان دودوما
- شهرستان دودوما روستایی
- شهرستان دودوما شهری
- شهرستان کوندوما
- شهرستان کونگوا
- شهرستان امپواپوا
- شهرستان چاموینو

## استان ایرینگا
- شهرستان ایرینگای روستایی
- شهرستان ایرینگای شهری
- شهرستان کیلولو
- شهرستان لودوا
- شهرستان ماکته
- شهرستان موفیندی
- شهرستان انجمبه

## استان کاگرا
- شهرستان بیهارامولو
- شهرستان بوکوبای روستایی
- شهرستان بوکوبای شهری
- شهرستان چاتو
- شهرستان کاراگوه
- شهرستان میسنی
- شهرستان مولمبا
- شهرستان انگارا

## استان کیگوما
- شهرستان کاسولو
- شهرستان کیبوندو
- شهرستان کیگومای روستایی
- شهرستان کیگومای شهری

## استان کلیمانجارو

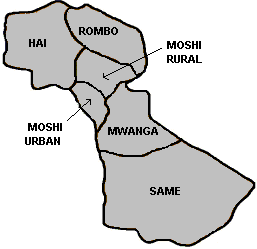
شهرستان‌های تابعه استان کلیمانجارو

- شهرستان‌هایی
- شهرستان موشی روستایی
- شهرستان موشی شهری
- شهرستان اموانگا
- شهرستان رومبو
- شهرستان سیم
- شهرستان شیها

## استان لیندی
- شهرستان کیلوا
- شهرستان لیندی روستایی
- شهرستان لیندی شهری
- شهرستان لیواله
- شهرستان ناچینگوی
- شهرستان روانگوا

## استان مانیارا

شهرستان‌های تابعه استان مانیارا

- شهرستان باباتی
- شهرستان هانانگ
- شهرستان کیتتو
- شهرستان امبولو
- شهرستان سیمانجیرو

## استان مارا
- شهرستان بوندا
- شهرستان ماسومای روستایی
- شهرستان ماسومای شهری
- شهرستان سرنگتی
- شهرستان تاریمه
- شهرستان روریا

## استان امبیا
- شهرستان چونیا
- شهرستان ایلجه
- شهرستان کیلا
- شهرستان امبارالی
- شهرستان امبیای روستایی
- شهرستان امبیای شهری
- شهرستان امبوزی
- شهرستان رانگوه

## استان موروگورو
- شهرستان کیلومبرو
- شهرستان کیلوسا
- شهرستان موروگوروی روستایی
- شهرستان موروگوروی شهری
- شهرستان امومرو
- شهرستان اولانگا

## استان امتوارا
- شهرستان لولیندی
- شهرستان ماساسی
- شهرستان امتوارای روستایی
- شهرستان امتوارای شهری
- شهرستان نانیومبو
- شهرستان نوالا
- شهرستان تانداهیمبا

## استان موانزا

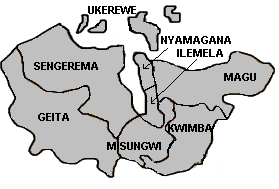
شهرستان‌های تابعه استان موانزا

- شهرستان گیتا
- شهرستان ایلملا
- شهرستان کاویمبا
- شهرستان ماگو
- شهرستان میسونگوی
- شهرستان انیاماگانا
- شهرستان سنگرما
- شهرستان یوکروه

## استان پمبای شمالی
- شهرستان میچه‌ونی
- شهرستان وته

## استان پوانی

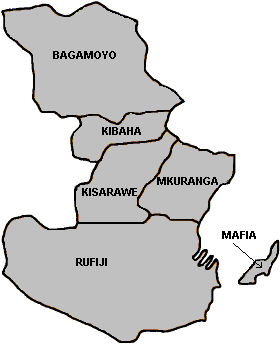
شهرستان‌های تابعه استان پوانی

- شهرستان باگامویو
- شهرستان کیباها
- شهرستان کسیاراوه
- شهرستان جزیره‌مافیا
- شهرستان امکورانگا
- شهرستان روفیجی

## استان روکاوا
- شهرستان امپاندا
- شهرستان انکانسی
- شهرستان سومباوانگای روستایی
- شهرستان سومباوانگای شهری

## استان روووما
- شهرستان امبینگا
- شهرستان سانگی روستایی
- شهرستان سانگی شهری
- شهرستان توندورودو
- شهرستان ناتومبو
- شهرستان انیاسا

## استان شینیانگا

شهرستان‌های تابعه استان شینیانگا

- شهرستان باردیادی
- شهرستان بوکومبه
- شهرستان کاهاما
- شهرستان کیشاپو
- شهرستان ماسوا
- شهرستان میتو
- شهرستان شینیانگا روستایی
- شهرستان شینیانگا شهری

## استان سینگیدا
- شهرستان ایرامبا
- شهرستان مانیونی
- شهرستان سینگیدای روستایی
- شهرستان سینگیدای شهری

## استان پمبای جنوبی
- شهرستان چاکه چاکه
- شهرستان امکوانی

## استان تابورا
- شهرستان ایگونگا
- شهرستان انزگا
- شهرستان سیکونگه
- شهرستان یویویی
- شهرستان تابورای شهری
- شهرستان اورامبو

## استان تانگا

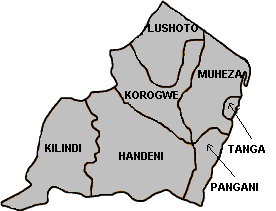
شهرستان‌های تابعه استان تانگا

- شهرستان هاندنی
- شهرستان کیلیندی
- شهرستان کوروگوه
- شهرستان لوشوتو
- شهرستان موهزا
- شهرستان امکینگا
- شهرستان پانگانی
- شهرستان تانگا

## استان زنگبارمرکزی-جنوبی
- شهرستان زنگبار مرکزی
- شهرستان زنگبار جنوبی

## استان زنگبار شمالی
- شهرستان زنگبار شمالی آ
- شهرستان زنگبار شمالی بی

## استان زنگبارشهری-غربی
- شهرستان زنگبار
- شهرستان زنگبار غربی

## مرتبط
- استان‌های تانزانیا